# Diocese de Biella
A Diocese de Biella (Dioecesis Bugellensis) é uma circunscrição eclesiástica da Igreja Católica na Itália, pertencente à Província Eclesiástica do Piemonte e à Conferenza Episcopale Italiana, sendo sufragânea da Arquidiocese de Vercelli.
A sé episcopal está na Duomo de Biella.

## Territorio
Em 2015 contava 164 mil batizados, numa população de 177 mil habitantes. As paroquias da diocese são 114.
Da diocese faz parte toda a provincia de Biella e a paroquia de Carisio na provincia de Vercelli. Nesta diocese acham-se bem très Santuarios, o de Oropa, o de Graglia e o de São João D'Adorno

## História
O territorio foi evangelizado por São Eusébio de Vercelli no seculo IV.
Foi erguida à diocese por Papa Clemente XIV (O Rigoróso) com a bula de 1 de junho 1772.
Abolida por Napoleão em 1803, foi restablecida por Papa Pio VII em 17 de julho 1817.

## Cronologia dos bispos do século XX
Administração local:
| #   | Nome                                               | Período    | Notas                              |
| --- | -------------------------------------------------- | ---------- | ---------------------------------- |
| 16º | Roberto Farinella                                  | 2018-atual |                                    |
| 15º | Gabriel Mana                                       | 2001-2018  |                                    |
| 14º | Máximo Giustetti                                   | 1986-2001  |                                    |
| 13º | Vitor Piola †                                      | 1972-1986  |                                    |
| 12º | Carlos Rossi †                                     | 1936-1972  |                                    |
| 11º | João Garigliano †                                  | 1917-1936  |                                    |
| 10º | Natal Serafino †                                   | 1912-1917  | nomeado bispo de Chiavari          |
| 9º  | João André Masera †                                | 1906-1912  | nomeado bispo auxiliar de Sabina   |
| 8º  | Giuseppe Gamba †                                   | 1901-1906  | nomeado bispo da Diocese de Novara |
| 7º  | Domingos Cumino †                                  | 1886-1901  |                                    |
| 6º  | Basilio Leto †                                     | 1873-1885  |                                    |
| 5º  | Giovanni Pietro Losana †                           | 1833-1873  |                                    |
| 4º  | Placido Maria Tadini, O.C.D. †                     | 1829-1832  | Nomeado Arcebispo de Génova        |
| 3º  | Bernardino Giovanni Battista Bollati, O.F.M.Obs. † | 1818-1828  |                                    |
| 2º  | Giovanni Battista Canaveri, C.O. †                 | 1797-1803  |                                    |
| 1º  | Giulio Cesare Viancini †                           | 1772-1796  |                                    |